# Matteo Spreafico
Matteo Spreafico, nascido em 15 de fevereiro de 1993 em Erba, é um ciclista italiano, membro da equipa Androni Giocattoli-Sidermec.

## Biografia
Matteo Spreafico resulta corredor profissional em 2017 nas fileiras da equipa Androni Giocattoli, que o contrata para dois anos..

## Palmarés
- 2018
  - Volta à Venezuela :
    - Classificação geral
      - 5. ª etapa (contrarrelógio)

## Classificações mundiais
| Ano             | 2014   | 2015 | 2016  | 2017   |
| UCI Europe Tour | 685.º. |      | 1 438 | 1 660  |
| UCI Asia Tour   |        |      |       | 207.º. |